# Preordenação
A Preordenação divina é a crença na determinação e escolha por parte da divindade cristã dos indivíduos especificamente perdidos, sem a mínima chance de redenção (Romanos 9.16). Posicionamento teológico calvinista que justifica uma série de outros pressupostos reformados utilizados para enfatizar a soberania divina, como a Predestinação (escolha dos humanos especificamente salvos), Queda da Humanidade por meio da quebra da ordem divina em decorrência do consumo de um fruto criado e implantado pela divindade no jardim do Éden (relato cosmogônico judaico-cristo-islâmico), e a Depravação Total, completa incapacidade humana de prestar obediência devido a sua corrupção pelo pecado, uma vez que a humanidade perdeu a potencialidade de executar qualquer ação moralmente boa nos padrões divinos, limitado a fazer apenas aquilo que, em termos morais, é influência e presente divino ao indivíduo.
Esta crença é citada na Confissão de Fé de Westminster (3.3-4):
[...].
3. Pelo decreto de Deus e para a manifestação da sua glória, alguns homens e alguns anjos são predestinados para a vida eterna e outros preordenados para a morte eterna.
4. Esses homens e esses anjos, assim predestinados e preordenados, são particular e imutavelmente designados; o seu número é tão certo e definido, que não pode ser nem aumentado nem diminuído.
[...].          
Em seu artigo Por que Deus criou o Mal?, o pregador e escritor cristão Vincent Cheung escreve que, baseado em cartas apostólicas paulinas, ao menos pelo mínimo motivo de ter sua glória e ira manifestada, a fim de que estes atributos divinos fossem executados, a divindade sob a perspectiva calvinista decretou este destino sobre os perdidos que já eram massa caída e por isso nada mereciam. Segundo o autor, a divindade é a agente que ativamente causa os maus pensamentos e más inclinações no ser humano, sem, contudo, criar algo, como um novo elemento maléfico, mas apenas manipulando a criação já existente.